# Графтон (Вісконсин)
Графтон (англ. Grafton) — селище (англ. village) в США, в окрузі Озокі штату Вісконсин. Населення — 12 094 особи (2020).

## Географія
Графтон розташований за координатами 43°19′14″ пн. ш. 87°56′51″ зх. д. / 43.32056° пн. ш. 87.94750° зх. д. (43.320670, -87.947627).  За даними Бюро перепису населення США в 2010 році селище мало площу 13,20 км², з яких 13,09 км² — суходіл та 0,11 км² — водойми.

## Демографія
Згідно з переписом 2010 року, у селищі мешкало 11 459 осіб у 4863 домогосподарствах у складі 3192 родин. Густота населення становила 868 осіб/км².  Було 5125 помешкань (388/км²).
Расовий склад населення:
| - 95,5 % — білих - 1,7 % — азіатів - 0,8 % — чорних або афроамериканців - 0,3 % — корінних американців |

До двох чи більше рас належало 1,0 %. Частка іспаномовних становила 2,3 % від усіх жителів.
За віковим діапазоном населення розподілялося таким чином: 22,7 % — особи молодші 18 років, 62,0 % — особи у віці 18—64 років, 15,3 % — особи у віці 65 років та старші. Медіана віку мешканця становила 40,7 року. На 100 осіб жіночої статі у селищі припадало 93,4 чоловіків;  на 100 жінок у віці від 18 років та старших — 90,5 чоловіків також старших 18 років.
Середній дохід на одне домашнє господарство  становив 85 424 долари США (медіана — 70 436), а середній дохід на одну сім'ю — 105 119 доларів (медіана — 89 964). Медіана доходів становила 60 242 долари для чоловіків та 45 292 долари для жінок. За межею бідності перебувало 6,7 % осіб, у тому числі 4,4 % дітей у віці до 18 років та 3,3 % осіб у віці 65 років та старших.
Цивільне працевлаштоване населення становило 6425 осіб. Основні галузі зайнятості: освіта, охорона здоров'я та соціальна допомога — 25,2 %, виробництво — 18,1 %, роздрібна торгівля — 12,5 %, науковці, спеціалісти, менеджери — 11,7 %.